# Bobby Van
Bobby Van (6 de diciembre de 1928 - 31 de julio de 1980) fue un actor estadounidense, conocido por su participación en musicales y en obras de Broadway entre las décadas de 1950 y 1970.

## Biografía
Su verdadero nombre era Robert Jack Stein, y nació en el seno de una familia judía de El Bronx, Nueva York, dedicada al vodevil. Por esa razón, se crio entre bastidores de muchas grandes piezas representadas en la época de la Gran Depresión. Originalmente, Van tomó como nombre artístico el de King (en homenaje al que utilizaba su padre en el trío "Gordon, Reed and King"). Finalmente optó por Van, supuestamente tras ver un póster de Van Johnson en el dormitorio de su hermana.
Van empezó su carrera como músico, tocando la trompeta.  Cuando su grupo tocaba en la zona de las montañas Catskills, se solicitó a Van que cantara y bailara en otro número. Consiguió críticas muy favorables, y estimuló al artista a actuar en director y en solitario.
A principios de la década de 1950, estando Van casado con la joven estrella Diane Garrett, actuó en varias películas para el cine y en producciones televisivas, incluyendo entre ellas "Shower of Stars" y el papel principal de The Affairs of Dobie Gillis, así como papeles en los musicales de MGM Because You're Mine y Kiss Me, Kate
En la década de 1960, Van actuó en el género de la comedia junto a Mickey Rooney, tanto en el cine como en la televisión. Así, intervino en tres episodios de la sitcom de Rooney Mickey, para la cadena ABC, en el papel de un cuñado parásito. Además de todo ello, trabajó en el campo de la coreografía, tal y como había hecho su padre años antes. 
En 1968 Van se casó con la actriz de Broadway Elaine Joyce, con la que tuvo una hija, Taylor, nacida en 1977.
El matrimonio actuó junto en los concursos de los años setenta Tattletales y Match Game. Además, Van presentó otros concursos: Showoffs, The Fun Factory y Make Me Laugh. 
En 1973 actuó en la versión musical de Lost Horizon (Horizones perdidos), la última ocasión en la que cantó y bailó para la gran pantalla. Su novedoso número de baile de la película Small Town Girl (1953) se exhibió en la producción That's Entertainment, Part II (1976). La última actuación televisiva de Van fue como presentador de Mrs. America Pageant en 1980, acto del cual él había sido MC durante varios años.
En 1979 a Van le diagnosticaron un tumor cerebral maligno. Sobrevivió a la cirugía inicial, pero tras un año de lucha contra la enfermedad falleció en Los Ángeles, California, en 1980. Fue enterrado en el Cementerio Mount Sinai Memorial Park de Los Ángeles.

## Actuaciones en Broadway
- Alive and Kicking (1950)
- On Your Toes (1954)
- No, No, Nanette (1971; Nominado a un Premio Tony al Mejor Actor en un Musical)
- Doctor Jazz (1975)